# Visionneuse d'images
Pour les articles homonymes, voir Visionneuse et Viewer.

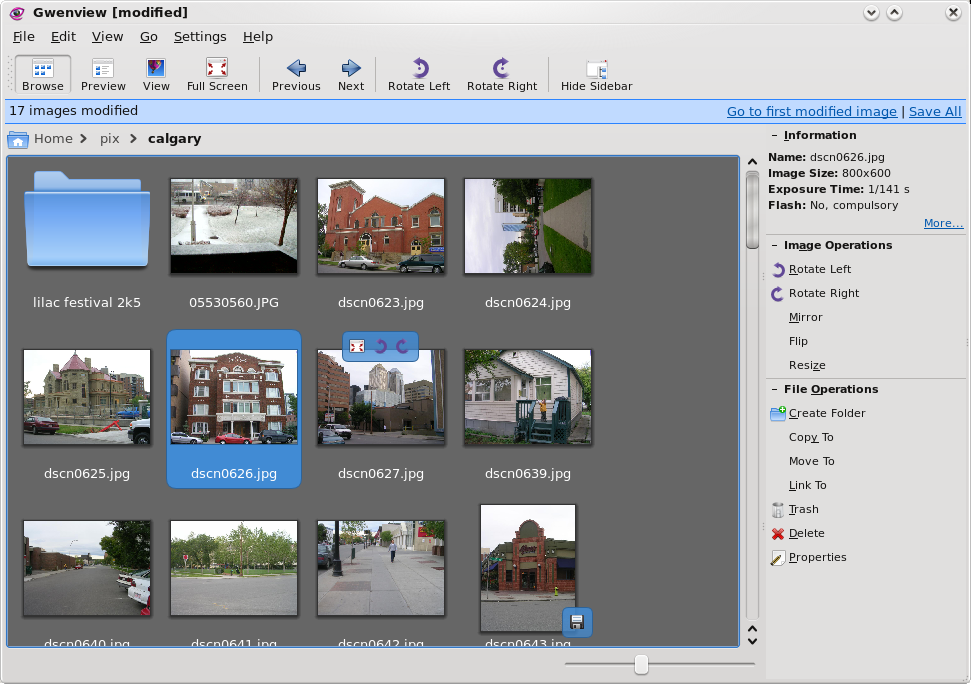
Logiciel KDE4 de Gwenview

Une visionneuse (ou en anglais un viewer) est un logiciel qui permet d'afficher une image ou séquence d'images contenue dans un fichier informatique. Souvent, elle reconnaît plusieurs formats de fichiers.
Avant l'apparition du numérique, il s'agissait d'un appareil permettant de regarder une diapositive sans disposer d'un projecteur.

## Visionneuse d'images
Une visionneuse d'images est un logiciel qui permet d'afficher une image ou séquence d'images emmagasinée dans un fichier électronique. Souvent, elle reconnaît plusieurs formats graphiques.
Ce logiciel affiche les images selon les divers paramètres graphiques de l'affichage, tels que le nombre de couleurs par pixel et la finesse d'affichage.
Quelques personnes utilisent de puissants éditeurs d'images matricielles pour visionner ces images. Par exemple, une personne ayant Photoshop n'aura généralement pas besoin d'une visionneuse. D'autres trouveront que ces éditeurs prennent trop de temps à lancer et préféreront utiliser des logiciels dédiés au visionnement pour seulement regarder une image.
La plupart des visionneuses proposent :
- des manipulations simples de l'image, par exemple le recadrage et la rotation ;
- le montage de diaporamas ;
- l'impression ;
- le catalogage.

Il existe des visionneuses d'images accessibles sur le Web, par exemple sur diverses bibliothèques numériques accessibles en ligne (par exemple sur le site web de musée, d'une bibliothèque, ou tout autre portail web diffusant des images). Ces visionneuses d'images peuvent s'appuyer sur les interface de programmation (API) définis par le cadre international d'interopérabilité des images (International Image Interoperability Framework), en particulier celles destinées à l'affichage d'images haute résolution.

## Autres visionneuses
Le principe de la visionneuse est d'offrir un logiciel qui permet de voir des documents sans pouvoir les modifier.
Cela présente un aspect pratique, en garantissant à l'utilisateur qu'il ne va pas altérer son image/document, c'est le cas de la commande view utilisée à la place du logiciel Vim, pour être sûr de ne pas dégrader un fichier de configuration.
Cela présente également un intérêt commercial, en offrant un logiciel de présentation avec une liberté d'utilisation et d'installation, un éditeur de logiciel peut rendre un format de fichier populaire, et donc commercialiser avec une plus forte valeur ajoutée l'éditeur correspondant. C'est notamment le cas avec les logiciels Acrobat Reader (PDF) et la visionneuse PowerPoint.
La visionneuse peut être le résultat de contraintes techniques. Pendant longtemps, les fichiers Word n'étaient pas utilisables dans les systèmes d'exploitation Linux. Une visionneuse permettait toutefois de lire, du moins partiellement, leur contenu.
Les visionneuses concernent différents types de documents, notamment :
- texte (plain text)
- texte (documents issus de traitement de texte)
- images
- PDF
- diaporamas de présentation
- HTML / navigateur web

## Visionneuse Universelle ARender
Certaines visionneuses telles qu'ARender permettent d'ouvrir un très grand nombre de formats de documents avec des fonctionnalités avancées de gestion documentaire telles que : 
- Le document builder
- Des annotations
- La comparaison de documents
- L'obfuscation